# Daniel Schaub

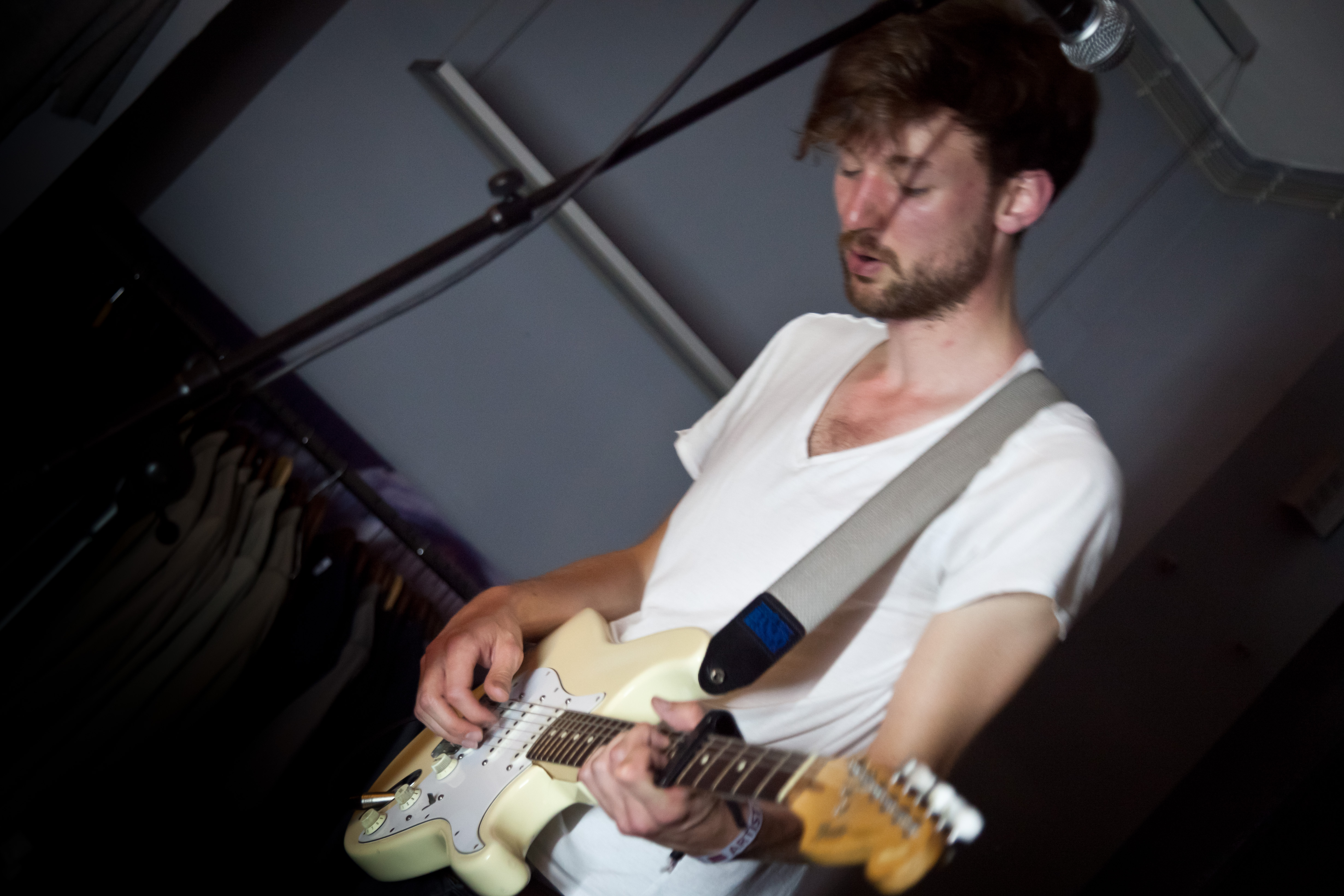
Daniel Schaub bei einem Konzert 2011

Daniel Schaub (* 15. Februar 1983 in Bad Godesberg) ist ein deutscher Musiker und Komponist. Er ist Sänger und Gitarrist bei der Band Jack Beauregard.

## Leben
Daniel Schaub stammt aus einer Musikerfamilie und wuchs in Köln auf. Er legte 2002 das Abitur ab und studierte anschließend Jazzgitarre an der Musikhochschule in Amsterdam. Zwischenzeitlich war er Schlagzeuger bei der Indieband Katze, auf deren erstem Album Von Hinten! (2005) er zu hören ist.
An der Musikhochschule lernte er außerdem Pär Lammers kennen. Mit ihm zusammen gründete Schaub Jack Beauregard und schrieb für die ersten Alben der Sängerin Lena Meyer-Landrut vier Songs. Einem größeren Publikum wurde Schaub bekannt, als 2011 beide von dem Komponistenduo eingereichten Titel Maybe und Push Forward das Finale des deutschen Grand-Prix-Vorentscheids Unser Song für Deutschland erreichten.
Er spielte Gitarre und Bass auf dem mit Gold prämierten Album XOXO des deutschen Rappers Casper. Auf dem Album wirkte er auch als Co-Produzent und Komponist mit. Es kam auf Platz 1 der deutschen Albumcharts und wurde mit dem Echo 2012 ausgezeichnet.
Daniel Schaub lebt in Berlin.

## Diskografie

### Mit Katze
- 2003: Katze/Locas in Love (Split-Single, Krautpop!)
- 2005: Von Hinten! (Album, Zickzack)

### Als Autor, Musiker und Produzent
- 1995: Peter Baumgartner – Signs of Hope (Gitarre)
- 2007: Innocent – Don’t Need A Man Like You (Single, Gitarre)
- 2009: Pär Lammers Trio – Komm doch vorbei (Westerngitarre)
- 2010: Lena – My Cassette Player (Autor)
- 2011: Lena – Good News (Autor)
- 2011: Caspar – XOXO (Gesang, Gitarre, Bass, Produzent)
- 2011: Stankowski – Torres Vol. 1 (Gitarre, Bass)
- 2013: Chakuza – Magnolia (Gitarre, Bass)
- 2014: Juli – Insel (Gastgesang)
- 2014: Luca Vasta – Alba (Gastgesang, Produzent)
- 2014: Alexa Feser – Gold von Morgen (Gitarre)
- 2014: Michael Schulte – The Arising (Gitarre, Koproduzent)
- 2015: Philipp Dittberner – 2:33 (Gastgesang, Gitarre, Synthesizer, Klavier, Bass, Perkussion, Toningenieur)
- 2015: Michael Patrick Kelly – Human (Gastgesang, Gitarre)
- 2015: Nisse – August (Gitarre)
- 2015: Tonbandgerät – Wenn das Feuerwerk landet (Autor)
- 2017: Fayzen – Gerne allein (Gastgesang, Gitarre, Synthesizer, Klavier, Bass, Perkussion, Produzent, Autor)
- 2017: Philipp Dittberner – Jede Nacht (Gastgesang, Gitarre, Synthesizer, Klavier, Bass, Perkussion, Schlagzeug, Produzent, Autor)
- 2023: Wilhelmine – Paula (Autor, Produzent)